# Dreisbachia navajo
Dreisbachia navajo är en stekelart som först beskrevs av Henry Keith Townes, Jr. 1960.  Dreisbachia navajo ingår i släktet Dreisbachia och familjen brokparasitsteklar. Inga underarter finns listade i Catalogue of Life.